# Pardosa tenera
Pardosa tenera là một loài nhện trong họ Lycosidae.
Loài này thuộc chi Pardosa. Pardosa tenera được Tord Tamerlan Teodor Thorell miêu tả năm 1899.